# Enchiridion militis Christiani
Das Enchiridion militis Christiani ist ein 1503 entstandenes Frühwerk des Humanisten Erasmus von Rotterdam. Hierbei handelt es sich um ein kleines Handbuch (lateinisch Enchiridion; griechisch ἐγχειρίδιον encheiridion, „etwas, das man in der Hand hält“) mit einer Anleitung, wie man sich als christlicher Ritter verhält.
Nach seinem Aufenthalt in England ab 1499 und dem Austausch mit dort wirkenden Humanisten wie John Colet reiste Erasmus im Frühjahr 1501 über Dover wieder in die Niederlande. Dort entstand 1503 dieses Werk als Anleitung zu einem frommeren Leben, nach Bitten der Ehefrau eines deutschen Geschützgießers, ihren den weltlichen Dingen verhafteten Gatten zu läutern. Das Buch besteht aus ca. 100 Blättern und wurde in der ersten Hälfte des 16. Jahrhunderts ca. 85-mal gedruckt.
Johannes Adelphus übersetzte es bereits 1520 ins Deutsche: Enchiridion oder handbũchlin eins Christenlichē und Ritterlichen lebens.

## Inhalt
Der Text ist durch eine neuplatonische Anthropologie gekennzeichnet. Alle Menschen und auch die äußere Welt sind zweigeteilt. Die Auseinandersetzung mit dem fleischlichen Selbst auf der einen, sowie mit den gottfernen, abergläubischen Praktiken wie Reliquienverehrung auf der anderen Seite soll siegessicher und tapfer geführt werden. Wahre Christusnachfolge heißt Verinnerlichung der sanften Tugenden wie Demut, Milde, Selbstlosigkeit, Barmherzigkeit und Feindesliebe. Der Gläubige zeigt seine Frömmigkeit durch die Verwirklichung dieser in seinem täglichen Leben. Dabei geht es nicht um Stückwerkerei, sondern den Vollzug eines christlichen Lebens ausgehend von einer inneren Überzeugung, statt der in dieser Zeit üblichen religiösen Praktiken zur bloßen Verminderung der Sündschuld oder der Dauer der Zeit im Fegefeuers von Verstorbenen. In seiner Schrift unterscheidet Erasmus nicht zwischen Laien und Klerikern. Ein Leben in Nachfolge Christi sei nicht nur für Mönche oder Priester, sondern für alle Menschen vorgeschrieben. Der gesamte Text ist in der Bildsprache des Kämpfers geschrieben, so beschreibt er die heilige Schrift und das Gebet als die Waffen des christlichen Ritters.

## Ausgaben
- Erasmus von Rotterdam: Enchiridion militis christiani / Handbüchlein eines christlichen Streiters. Hrsg. von Werner Welzig. Darmstadt 1968.